# 障害者インターナショナル
障害者インターナショナル（しょうがいしゃインターナショナル、英語: Disabled Peoples' International）は、国際障害者年であった1981年に結成された障害者の当事者団体。世界本部はカナダのニューファンドランド島にある。略称はDPI。
加盟している団体数は世界150か国以上にのぼる。

## DPI日本会議
日本では、1986年にDPI日本会議が発足。2007年には認定特定非営利活動法人格を取得している。政治団体の日本会議とは無関係。日本障害フォーラム（JDF）に加盟している。
身体障害、知的障害、精神障害、難病等の障害種別を超え、あらゆる障害種別を対象とし、障害者の地域生活、権利擁護、教育、雇用など様々な障害者問題に取り組んでいる。加盟団体は96団体（2017年8月時点）「障害の有無によって分け隔てられない社会」「すべての人の命と尊厳が尊重される社会」「障害のある人もない人と同じように暮らせる社会へ」というビジョンを実現するため、政党等への障害者政策の提言やロビー活動、各種集会の実施や研修、障害当事者の裁判支援などを行っている。
DPI日本会議は「女性であり、障害者であることの生きづらさは、2つの差別の単純な足し算ではなく、掛け算のように複雑であり「複合差別」である。」と認識している。障害のある女性の声を広く社会へ届けるため、常任委員に障害のある女性を積極的に登用しており、2015年現在、常任委員の約 42 ％が障害のある女性であるという。DPI障害女性部会を置き、関係団体と協力して活動している。

### 主な加盟団体
- 障害者の生活保障を要求する連絡会議（障害連）
- 全国精神障害者団体連合会（全精連）
- 全国脊髄損傷者連合会
- 全国頸髄損傷者連絡会
- 一般社団法人 障害者の差別の禁止・解消を推進する全国ネットワーク
- 視覚障害者労働問題協議会
- 全国青い芝の会
- 全国障害者解放運動連絡会議（全障連）
- 全国障害学生支援センター
- NPO法人 札幌いちご会
- NPO法人 自立生活センター・立川
- 精神障害者ピアサポートセンター　こらーる・たいとう
- NPO法人 HANDS世田谷
- NPO法人 インフォメーションギャップバスター
- 障害者の自立と完全参加をめざす大阪連絡会議
- NPO法人 ムーブメント
- NPO法人 沖縄県自立生活センター・イルカ

### 主な協力団体
- DPI女性障害者ネットワーク
- 全国公的介護保障要求者組合
- 在宅障害者の保障を考える会
- 全国自立生活センター協議会(JIL)
- 反貧困ネットワーク
- 「骨格提言」の完全実現を求める大フォーラム実行委員会